# جاک مک‌ناب
جاک مک‌ناب (انگلیسی: Jock McNab; ۱۷ آوریل ۱۸۹۴ – ۲ ژانویهٔ ۱۹۴۹) بازیکن فوتبال اهل بریتانیا بود.
از باشگاه‌هایی که در آن بازی کرده‌است می‌توان به باشگاه فوتبال لیورپول اشاره کرد.